# Michael Green
Michael Boris Green FRS (22 de mayo de 1946) es un físico británico y uno de los pioneros de la teoría de cuerdas. Fue Profesor Lucasiano en la Universidad de Cambridge, desde el 1 de noviembre de 2009 sucediendo a Stephen Hawking.
Sus investigaciones se han centrado principalmente en la teoría de cuerdas. Junto con John H. Schwarz, logró eliminar las anomalías en dicha teoría con el desarrollo del Mecanismo Green-Schwarz lo que provocó la primera revolución de supercuerdas en 1984.